# Алфонс ван Геле
Алфонс ван Геле (също Алфонсо Вангел) (на френски: Alphonso Van Gèle) е белгийски колонизатор, изследовател на Африка.

## Ранни години (1848 – 1884)
Роден е на 25 април 1848 година в Брюксел, Белгия. През 1867 постъпва в белгийската армия и е командирован в белгийския колониален корпус в Белгийско Конго, където пристъпва към систематично изследване и колонизиране на басейна на река Конго.

## Изследователска дейност (1884 – 1890)
На 21 април 1884 г., ван Геле открива устието на река Убанги (около 2500 км), десен приток на Конго.
През октомври 1886 на кораба „Хенри Рид“ изследва Убанги до Банги, но не успява да продължи нагоре по реката поради дълбокото газене на кораба. На обратния път изследва десните ѝ притоци – реките Лобае и Ибенга и левия ѝ приток река Гири.
През февруари 1887 плава нагоре по река Лулонга (ляв приток на Конго) до сливането на образуващите я реки – Маринга и Лопори и по последната до горното ѝ течение.
В средата на 1887 се изкачва по река Итимбири (десен приток на Конго) до началото на плавателния ѝ участък. Оттам се опитва да се придвижи на север към река Уеле, но в тези безлюдни райони не успява да си осигури надеждни водачи и е принуден да се върне.
През ноември 1887 на кораба „Ан-Аван“ се изкачва по Убанги, преодолява праговете, които не успява да мине предишната година, и продължава нагоре по течението на реката, като на 1 януари 1888 достига до 21º 55` и.д., за малко недостигайки до сливането на реките Уеле и Мбому, макар че плавателния участък продължава. Причината за връщането му е жестоката съпротива от страна на крайречните племена и спада на водите на реката.
През 1889, заедно с лейтенант Жорж Едуард Ле Маринел и други белгийски офицери развива бурна колонизаторска дейност. Всички те се изкачват по реката до мястото достигнато в предишното плаване и продължават нагоре по реката. Изкачват се по лявата я съставяща Уеле до водопада Маквангу (3°50′ с. ш. 22°40′ и. д. / 3.833333° с. ш. 22.666667° и. д.), намиращ се само на 15 км от крайната западна точка достигната от изток от Василий Юнкер през 1882. Същата година изследва долното течение на река Мбому (дясна съставяща на Убанги), като открива устието на левия ѝ приток река Били и водопада Хансенс.
В края на 1890 пресича междуречието на реките Мбому и Уеле и достига до Уеле при Бондо (3°50′ с. ш. 23°40′ и. д. / 3.833333° с. ш. 23.666667° и. д.). Така е установена непосредствена връзка между маршрутните топографски снимки на изследователите, проникнали в басейна на Уеле от изток Василий Юнкер, от запад Алфонс ван Геле и от юг Леон Роже и Жул Александър Милц.
Умира на 23 февруари 1939 година в Брюксел на 90-годишна възраст.

## Трудове
- L'exploration de l'Oubanghi-Doua-Koyou, <Bulletin de la société Royale Belge de Géographie>, 1889, № 1